# Brocino područje
Brocino područje je područje u ljudskom mozgu (gyrus frontalis inferior) koje upravlja motoričkim kontrolom govora.
Brocino područje nazvano je po francuskom kirurgu i antropologu Paulu Broci koji ga je prvi opisao 1861. pošto je obducirao dva pacijenta Lelonga i Leborgnea, s ograničenom sposobnošću govora. Oštećenja u Brocinom području mogu prouzrokovati govorne poteškoće koje se nazivaju Brocina afazija, i koje odlikuje nedostatak gramatike. 